# William Donald Patrick

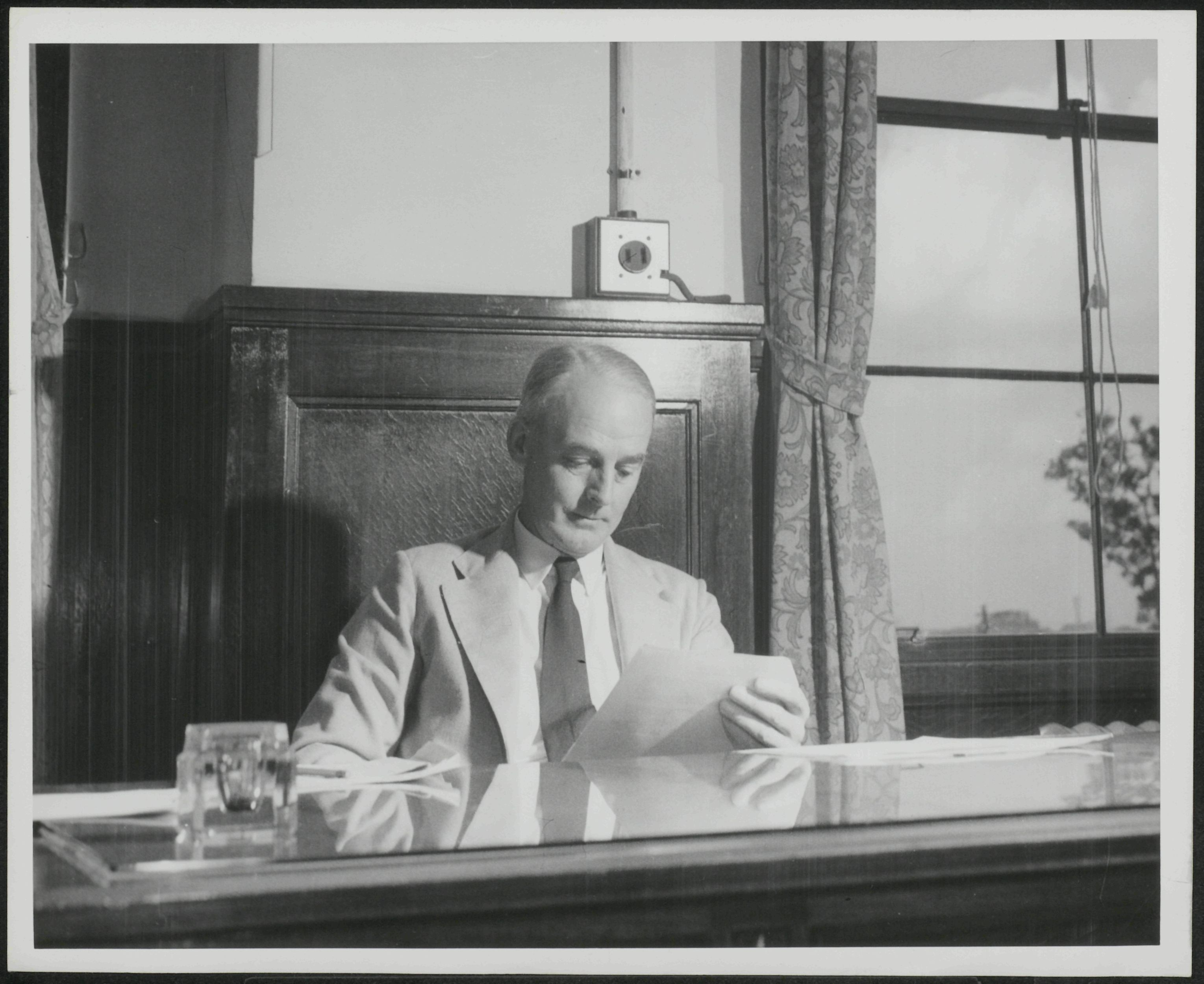
Patrick während einer Sitzungspause in Tokio

Rt. Hon. William Donald Patrick, Lord Patrick PC QC FRSE (* 24. Dezember 1889 in Dalry, Ayrshire; † 17. Februar 1967 in Edinburgh) war ein britischer Richter am schottischen Court of Session und am Internationalen Militärgerichtshof für den Fernen Osten, bekannt als Gericht der Tokioter Prozesse.

## Leben
William Donald Patrick wurde 1889 an Heiligabend als Sohn von William Smith Neill Patrick, einem Sheriff Clerk, im damaligen Königreich Großbritannien und Irland geboren. Eine andere Quelle nennt als Geburtsdatum den 29. Juni 1889. Nachdem er in Dalry aufgewachsen war und die High School of Glasgow abgeschlossen hatte, begann Patrick mit nur 16 Jahren an der Universität Glasgow zu studieren; nach sechs Jahren schloss er das Studium mit einem MA und einem LLB ab. Er bekam eine Goldmedaille in forensischer Medizin und den zweiten Preis in einem Wettbewerb für Völkerrecht. Sein Ziel war es, im zweigeteilten britischen Anwaltssystem – in Schottland solicitor und advocate – ein Advocate (vergleichbar mit dem englischen Barrister) zu werden. Der Advocate ist auf die Argumentation und Präsentation von Ansichten spezialisiert. 1913 wurde er in die Faculty of Advocates, die schottische Rechtsanwaltskammer, aufgenommen.
Im Ersten Weltkrieg absolvierte er eine Kadettenausbildung beim No. 9 Officer Cadet Batallion und wurde im Juli 1916 wurde er im temporären Rang eines Second Lieutenant zum Dienst im Royal Flying Corps übernommen und wurde ab Oktober 1916 als Flying Officer eingesetzt. Als Flieger soll er sich an Luftkämpfen über Flandern beteiligt und sieben Luftsiege erreicht haben; seine Siege rechtfertigen die Bezeichnung Fliegerass. Ab 1918 wurde er als Flight Commander (Staffelführer) eingesetzt und dazu in den kommissarischen Rang eines Captain befördert. Am 10. April 1918 wurde er nahe Messines abgeschossen und verbrachte die Zeit bis zum Ende des Krieges in einem deutschen Kriegsgefangenenlager, im Lager Holzminden.
Nach dem Krieg kehrte er zur Anwaltstätigkeit zurück. Die Universität von Glasgow beschreibt Patrick in einer Biografie als in dieser Zeit bekannt für seinen scharfen Verstand und seine Fähigkeiten. Im Jahr 1930 litt er an Tuberkulose, weshalb er mindestens ein Jahr in einem Sanatorium verbrachte. Am 31. Juli 1933 wurde er zum Kronanwalt ernannt. Der Lord Advocate nannte ihn „einen unserer besten Männer“. Nach Ansicht vieler hatte er das Potential, an das höchste Gericht im Vereinigten Königreich, das Judicial Comitee des House of Lords, berufen zu werden. Seine Zeit in Tokio, insbesondere seine Krankheit, hielten ihn jedoch später davon ab. Nach Ansicht einiger Historiker hätte eine Stellung wie die vieler seiner Kollegen im politisch bezogenen öffentlichen Dienst Patrick womöglich helfen können, die Auszeiten durch seine Krankheiten auszugleichen. Patrick hingegen habe auf seine Eignung als Anwalt und den Respekt seiner Kollegen vertraut.
Er diente als standing counsel für die Landwirtschaftsabteilung in Schottland und als Advocate Depute im Sheriff Court. Einige berühmte Fälle, in denen er zu dieser Zeit involviert war, waren der Bute right-of way case, der Inverailort deer-stalking case und der Clune Moord grouse case. Im Jahr 1936 wurde er zum Senior Legal Assessor für den Dekan des Guild and Borough Court in Edinburgh ernannt, als Nachfolger des verstorbenen Lord Robertson. Im selben Jahr folgte er Lord Robertson auch als Vorsitzender einer Konferenz über Schiffbau nach und wurde stellvertretender Vorsitzender des Road and Rail Traffic Appeal Tribunals.
1937 wurde er aufgrund seiner Fähigkeiten einstimmig zum Dekan der Faculty of Advocates als Nachfolger von James Keith gewählt, der zum Richter gewählt worden war. 1938 war er Mitglied eines Komitees, das das schottische Recht im Zusammenhang mit Geisteskrankheit überprüfen sollte.
Nach zwei Jahren als Dekan wurde er als Senator des College of Justice auf die Gerichtsbank nach Edinburg berufen, weshalb ihm James Gordon McIntyre, der spätere Lord Sorn, als Dekan folgte. 1939 wurde er zum Senator des College of Justice gemacht. Er wurde dabei Richter am Court of Session und nahm den richterlichen Titel Lord Patrick an.

### Nominierung als Richter nach Tokio
Die britische Regierung war an einem erfolgreichen Abschluss der Tokioter Prozesse interessiert und suchte nach einem geeigneten Kandidaten für den britischen Richterposten. Die Einladung der Nominierung eines Richters kam, als der Nürnberger Prozess bereits in vollem Gange war und zahlreiche der besten Mitglieder der britischen Justiz mit diesen Prozessen befasst waren. Die britische Regierung wollte jedoch die Möglichkeit nicht missen, in Tokio vertreten zu sein, um britische Interessen zu vertreten und die Stellung in Asien zu verteidigen. Der britische Chefankläger in Nürnberg, Shawcross, hoffte, dass die USA für Tokio einen Soldaten nominieren würden, sie nominierten aber John Patrick Higgins. Nachdem er erfahren hatte, dass Neuseeland einen Richter des Supreme Court, des heutigen High Court, und China den Vorsitzenden des Auswärtigen Ausschusses nominierten, schrieb er nach London, dass die Regierung doch einen ähnlich prestigereichen Richter nominieren sollten. Lord Chancellor William Jowitt schlug vor, einen Richter vom Court of Session zu erwählen, und nannte drei Kandidaten: Patrick, McIntyre (den späteren Lord Sorn) und Lord Keith, von denen er annahm, dass sie die gleiche Funktion wie Lawrence bei den Nürnberger Prozessen ausfüllen könnten. Die Präferenz von Jowitt war dabei in der Reihenfolge zunächst McIntyre, dann Keith, dann Patrick. Diese Vorschläge unterbreitete er dem Lord President des Court of Session, Wilfrid Normand, mit der Erklärung, dass Schottland nun einen Richter senden sollte, nachdem England zwei Richter, Geoffrey Lawrence und Norman Birkett, nach Nürnberg gesendet hatte. Gerichtspräsident Normand entschied, dass Patrick der beste Kandidat sei, da er zum einen nicht verheiratet war und gut im Team arbeitete und zum anderen eine monatelange Abwesenheit für ihn vom Gericht besser zu vertreten sei als für die anderen Richter. Jowitt akzeptierte diese Entscheidung und nominierte Patrick. Darauf angesprochen akzeptierte Patrick den Vorschlag nur wenige Tage später. Hartley Shawcross, britischer Chefankläger in Nürnberg, reagierte begeistert auf die Idee, dass ein Schotte die Funktion ausfüllen würde, denn so werde die Kritik entkräftet, dass alle Tätigkeiten in den Händen von Engländern lägen. Die Tageszeitung Sunday Post nannte die Ernennung ein „Kompliment an die schottische Rechtsprechung“. Patrick wurde vor der Abreise von Ernest Bevin, dem Außenminister, nach London eingeladen und wurde dort intensiv unterrichtet, u. a. von Shawcross, und verließ das Vereinigte Königreich mit der Prämisse, dass das Tokioter Tribunal von der Richtigkeit der Entscheidungen in Nürnberg ausgehen müsse.
Patrick schrieb 1947 an Normand, der Kern der Charta des Tokioter Tribunals müsse sein, die Planung und Durchführung eines Angriffskrieges als Kriegsverbrechen zu verurteilen und zu erklären, dass es eine individuelle Verantwortlichkeit für das gebe, was vorher als Staatsangelegenheit galt, für die kein einzelner Mensch verantwortlich war. Zentral für die britische Regierung war zu zeigen, dass Verbrechen gegen den Frieden, was das Planen eines Angriffskrieges sei, durch Japan gezeigt werden und Teil der Charta sein sollen, denn wäre das nicht der Fall, würde das Gericht in Tokio sagen, dass das Nürnberger Gericht das grundlegende Prinzip der Justiz, Nulla poena sine lege, verletzt hätte. Eine Begründung für diese Argumentation waren die Konvention des Völkerbundes und der Pakt von Paris aus dem Jahr 1928.
Douglas MacArthur ernannte ihn zum Vizepräsidenten des Tokioter Tribunals.

### Eintreffen in Tokio

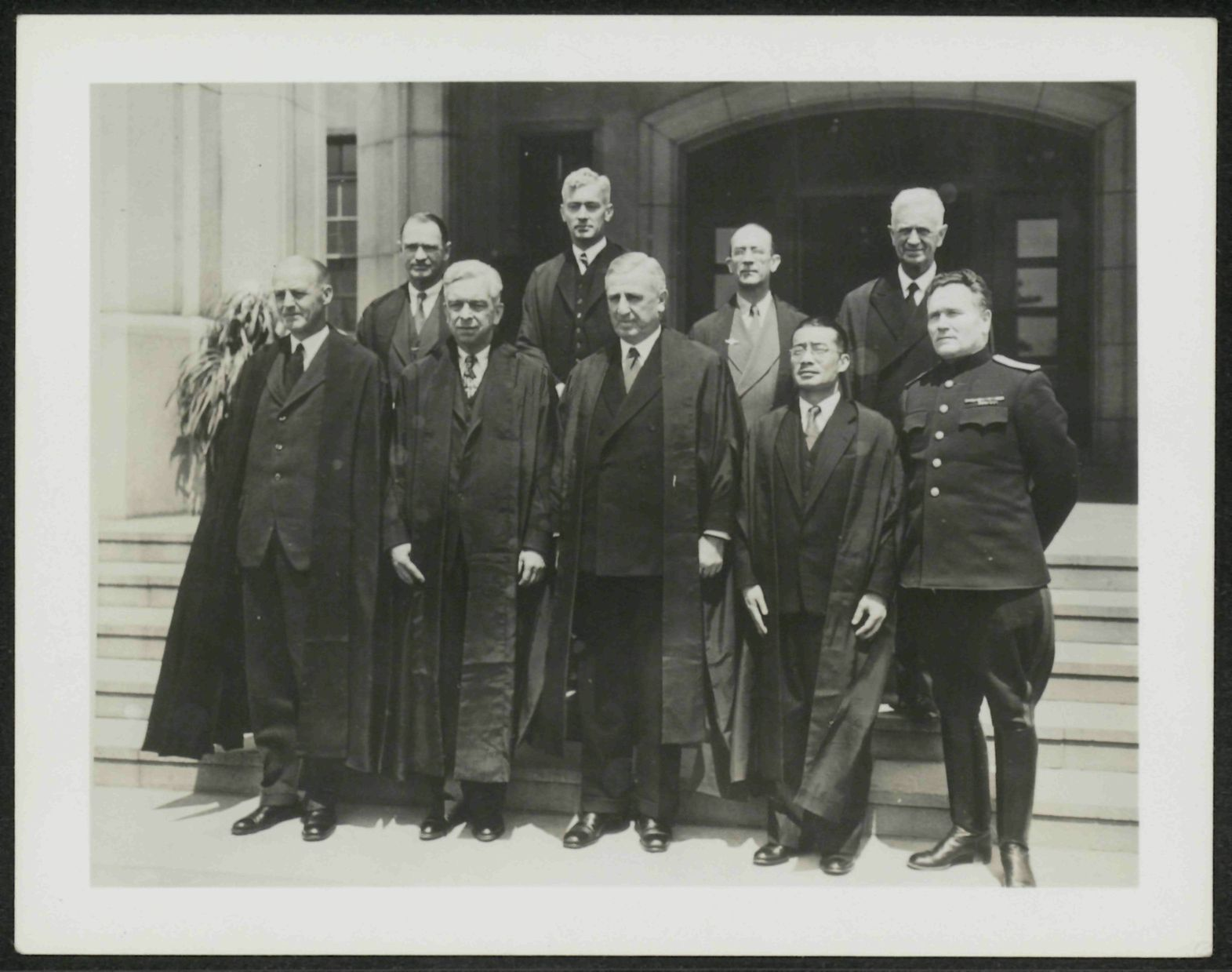
Die bereits eingetroffenen neun Richter, Patrick vorne links

Am 11. März 1946 erreichte Patrick Tokio. Zu diesem Zeitpunkt hatte MacArthur bereits eine Charta entworfen, die neben einem Mehrheitsurteil neun Richter vorsah. Auf Druck der Vereinigten Staaten und des Vereinigten Königreiches wurden noch Richter aus Indien und den Philippinen, zu dieser Zeit jeweils abhängige Gebiete, hinzugefügt. Die Länge des Verfahrens, immerhin zweieinhalb Jahre, die nur geringe Qualität der Gerichtsräume und das Klima verursachten bei fast allen Richtern Gesundheitsprobleme, die jedoch bei Patrick besonders stark herausstachen. Alle Richter beschrieben die Situation in Tokio als chaotisch, wobei sie dies auf die Arbeit von Chefankläger Joseph B. Keenan zurückführten. Die Anklage wurde deshalb erst am 29. April 1946 verlesen.
Nach Ansicht der Commonwealth-Ankläger Comyns-Carr, Alan Mansfield und Ronald Henry Quillian war Joseph B. Keenan darauf aus, für sich selbst Aufmerksamkeit zu generieren. Als Konsequenz dieser Ansicht versuchten die Commonwealth-Richter in mindestens drei Situationen Keenan entlassen zu lassen.
Am 6. Mai versuchte die Verteidigung die Anklage für unzulässig erklären zu lassen, da nach Ansicht der Verteidigung die Anklagepunkte zum Zeitpunkt der japanischen Kapitulation kein Teil des internationalen Rechtes gewesen seien. Das Gericht verschob diese Frage und diskutierte sie später. Patrick beschrieb diese Diskussion als collieshangie, was etwa mit lautem Disput übersetzt werden kann. Zu diesem Zeitpunkt waren es immer noch nur neun Richter, da Radhabinod Pal und Delfin Jaranilla noch nicht angekommen waren. Diese neun Richter entschieden einstimmig, den Antrag der Verteidigung abzulehnen. Die Richter waren jedoch nur über die Ablehnung einig, nicht über die Gründe für die Entscheidung. Nach der Meinung von Patrick hätte es die Möglichkeit gegeben, dass alle Richter sich auf ein Urteil geeinigt hätten, wenn der Gerichtspräsident William F. Webb zu diesem Zeitpunkt bereits begonnen hätte, ein Urteil vorzubereiten. Webb wollte jedoch nicht damit beginnen, bevor er das Ergebnis aus Nürnberg erfahren hatte. Patrick hatte den Verdacht, dass Webb sich selbst nicht über seine Meinung bezüglich der Rechtsgrundlagen sicher war.
Während des Prozesses begann Patrick sich mit dem neuseeländischen Richter Erima Harvey Northcroft anzufreunden. Beide Richter hatten einen ähnlichen Hintergrund, sie waren beide im englischen Common Law ausgebildet und seit einigen Jahren an den höchsten Gerichten ihrer Länder (Schottland und Neuseeland), sie waren beide etwa im selben Alter und beide Veteranen des Ersten Weltkrieges. Northcroft schrieb, dass beide einen „Zweierblock Vereinigtes Königreich – Neuseeland“ bildeten. Beide Richter waren begeisterte Fischer und verbrachten gerne Zeit draußen. Sie mieteten ein Wochenendhaus am See Chūzenji in den Nikkō-Bergen. Sie reisten dorthin, wanderten, redeten und tranken Bier. Keiner der beiden hatte ein Interesse an den sozialen Aktivitäten, die zu dieser Zeit in der Ausländergesellschaft in Tokio üblich waren. Northcroft beschrieb sie als „außergewöhnliche Belastung und Langeweile“. Patrick dachte während ihrer Zeit in den Bergen an seine Zeit in den Bergen von Schottland zurück. Während all der sozialen Aktivitäten in Tokio versuchte er, nach Ansicht von Beobachtern, beispielsweise im Hotel Imperial in Tokio bei diplomatischen Treffen, alleine zu bleiben und niemanden zu nah an sich herankommen zu lassen. Während einer Gelegenheit beschrieb er nach Überlieferung Journalisten als „Hunde“. Dabei wird nachgesagt, dass es ihm um das Ansehen des Gerichtes ging. Hierfür ist die Charakterisierung von Lord Cameron relevant, die ihn als geduldigen und ehrenwerten Richter beschrieb, wobei er dafür sorge, dass die Zeit des Gerichtes nicht mit unsinnigen Diskussionen verschwendet werde. Außerdem sei er ein Richter, dem schnell die Unsäglichkeiten eines schlechten Argumentes auffallen würden. Diese Charakterzüge sollen auch der Grund dafür gewesen seien, dass er an der Medienaufmerksamkeit und den sozialen Aktivitäten kein Interesse gezeigt habe und ihnen auch ablehnend gegenüber gestanden habe.

### Beginn der Gerichtsverhandlungen
Im Juni 1946 begannen dann die eigentlichen Gerichtsverhandlungen. Im Verlauf des Prozesses bildete sich noch stärker ein theoretischer Gegensatz zwischen Patrick und dem Richter aus Australien, William Flood Webb, heraus. Nach Ansicht von Lord Bonomy waren die zwei Juristen zwar anderer Ansicht, hätten jedoch gut miteinander gearbeitet. Dies widerspricht jedoch anderen Aussprüchen Patricks; so sagte Patrick über Webb, dass dieser das Gericht nicht mit Würde kontrollieren könne und ein „schnell gereizter, turbulenter Tyrann“ sei. Die Richter sollten während des Prozesses Noten an Webb senden. Dabei war die simultane Übersetzung aus dem Japanischen nur äußerst schleppend. Allein Webb konnte sich durch ein Mikrofon verständigen. Nach Ansicht der anderen Richter war Webb äußerst ablehnend und feindlich gesinnt gegenüber den Anregungen der anderen Richter und nach Ansicht Northcrofts sogar unfähig, die Anregungen zu verstehen. Nach der Ansicht Lord Bonomys habe Webb allerdings häufig die Anregungen von Patrick übernommen und demgemäß Fragen gestellt.

Bei den Tokioter Prozessen vertrat Patrick die Ansicht, dass alle Tötungen und Verletzungen, die japanische Truppen verübt hatten, Kriegsverbrechen waren, denn für Patrick war die Rechtfertigung für diese Verletzung nur die Rechtmäßigkeit der Kriegserklärung und, da der Krieg nicht rechtmäßig erklärt wurde, seien diese Taten auch nicht gerechtfertigt. Diese Meinung schlug sich jedoch nicht im finalen Urteil nieder.

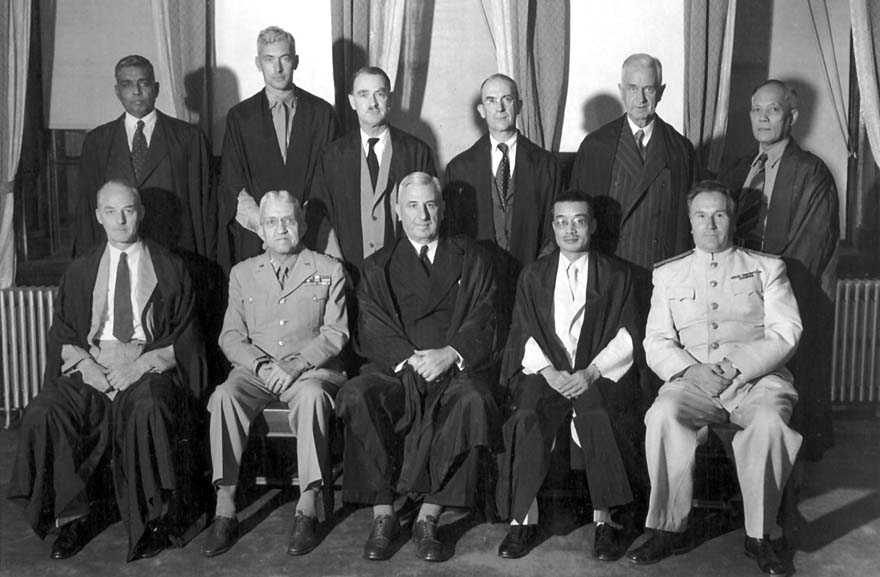
Alle elf Richter des Gerichtshofes, Patrick erste Reihe ganz links

Im September 1946 wurde das Urteil in Nürnberg gesprochen und nach Ansicht der Richter sollte nun eine Begründung für die Ablehnung des Antrags der Verteidigung folgen. Webb bereitete daraufhin ein Dokument vor. Patrick sandte anschließend ein Schreiben an den Lord President seines schottischen Gerichtes, Normand, und den Lord Chancellor mit Kopien des Dokumentes. Er kritisierte, dass dieses Dokument sich hauptsächlich auf das Naturrecht bezog und dabei so unterschiedliche Naturrechtskonzepte wie die von Aristoteles, Ambrosius von Mailand, Augustinus, Isidor von Sevilla, Thomas von Aquin, John Gerson, Grotius und Sylvester Marus nebeneinander stehen ließ. Der Hauptkritikpunkt war aber, dass er keineswegs das Dokument selbst vorbereitet hatte, sondern bei zwei Mitarbeitern seines Büros und einem römisch-katholischen Dozenten in Tokio. Ein Mitarbeiter an Webbs Dokument war dabei ein früherer Kollege von Patrick, James Lorimer, der eine naturalistische Lesart des internationalen Rechtes vertrat. Die vereinte Kritik an diesem Dokument ärgerte Webb, jedoch bereitete er darauf ein neues Dokument vor mit fünf unterschiedlichen Begründungen, wieso der Antrag der Verteidigung abgelehnt werden solle. Patrick hingegen lehnte das gesamte Dokument ab. Diese Ansicht teilte er mit Erima Harvey Northcroft, dem neuseeländischen Richter, und Edward Stuart McDougall, dem kanadischen Richter, weshalb Patrick und Northcroft ein Memorandum sandten, in dem sie einfach ausdrückten, dass sie mit dem Dokument nicht zufrieden seien, während McDougall, bekannt als diplomatische und taktvolle Person, eine detailliertere Antwort schrieb. Die Antwort Webbs an Northcroft und Patrick war nur ein gereizter Brief, McDougalls Antwort hingegen schickte er ungelesen zurück und strafte ihn mit Beschimpfungen unter der Begründung, dass McDougall ja ein unabhängiges Dokument vorbereite. Webb machte klar, dass er von nun ab alleine arbeiten würde. Ein Versuch von Patrick, Northcroft und McDougall, zu dieser Zeit eine Gruppe zu organisieren, die eine Mehrheitsmeinung schreiben sollte, scheiterte jedoch. Im Januar 1947 beendete die Anklage ihre Präsentation, und es wurde dort  klar, dass ein gemeinsames Urteil in Bezug auf Fakten und Recht sehr unwahrscheinlich würde. Die Richter begannen fast alle eigene Vorschläge zu erarbeiten, nicht nur für die Begründung der Ablehnung des Verteidigungsantrages, sondern auch für die Verurteilung. Patrick, McDougall und Northcroft arbeiteten zusammen, wobei sie ihre Arbeit auf der Begründung des Nürnberger Urteils aufbauten und auf der Annahme, dass die Tokio-Charta internationales Recht darstelle und dass es nicht in der Kompetenz des Gerichtes läge, dies zu überprüfen. Die Charta sei gerechtfertigt bei den Deklarationen des Völkerbundes von 1920 bis 1928, wobei nach Patricks Ansicht die Praxis Recht geworden sei. Diesen Vorschlag sandten die drei an ihre Kollegen, wobei nur Iwan Sarjanow bereit zu sein schien, das Dokument zu unterzeichnen. Webb hatte nun als Begründung die Kapitulationserklärung aufgetan und den so mit den Alliierten geschlossenen Vertrag. Patrick hielt diese Begründung aber für vollkommen wertlos für die Zukunft, da es halt nur ein spezieller Vertrag sei. Henri Bernard, der französische Richter, beschränkte sich auf Naturrecht als Begründung und Bert Röling, der niederländische Richter, und der indische Richter Pal lehnten den Angriffskrieg als Begründung ab. Bezüglich Jaranilla, des philippinischen Richters, ging Patrick davon aus, dass dieser die Angelegenheiten nicht verstanden habe, aber aufgrund seiner Erfahrung als Überlebender des Bataan-Todesmarschs die Angeklagten verurteilen würde. Da immer noch keine mehrheitsfähige Begründung für die Ablehnung der Anträge der Verteidigung gefunden war, wurde diese Entscheidung vertagt bis zum endgültigen Urteil.
Die drei Richter waren der Meinung, dass das Ergebnis von Tokio, das sich zu diesem Zeitpunkt abzeichnete, „nutzlos, wertlos oder schlimmer“ sein könnte und dem internationalen Recht eher schaden könne als helfen, laut Patrick sei dies eine „bedauernswerte Situation“ gewesen. Alle schrieben ihren Regierungen und schlugen Maßnahmen vor. Einig waren die drei, dass Webb die Fähigkeit, zu führen und das Gericht zu kontrollieren, fehlte, wobei Northcroft sogar darum bat, zurücktreten zu dürfen, und McDougall taktvoll um Entlassung bat, da das befürchtete Urteil niemandem nützen würde. Patrick schrieb dem neuen Lord President seines Gerichtes, Lord Cooper, es gebe drei mögliche Richtungen: Entweder würde das Vereinigte Königreich einfach beim Prozess bleiben, auch wenn das Urteil bedauerlich werden könnte, oder es würde sich zurückziehen und so die Möglichkeit gefährden, dass man Unterstützung für die Nürnberger Ansicht gewinnt, oder die von Patrick favorisierte Ansicht, dass man Australien bat, Webb zu entlassen. Diese letzte Ansicht favorisierte Patrick, da er davon ausging, dass Northcroft Webb ersetzen würde und acht bis zehn Richter hinter den Positionen von Nürnberg vereinen könnte. Dieses Papier Patricks löste Besorgnis und Betroffenheit in Whitehall aus, insbesondere in Bezug auf die Herausforderungen, denen die Kolonialmächte in Asien entgegensahen. Lord Cooper schrieb an den Lord Chancellor, dass man Patrick in eine Situation gebracht habe, in der man ihn möglichst nicht lange lassen sollte. Für die Regierungen war jedoch der Rückzug der drei Richter keine Option, aber die britische Regierung wollte auch nicht Australien vor den Kopf stoßen und so lehnte man, auch wenn man zunächst diese Option in Erwägung gezogen hatte, auch den Vorschlag, Australien um Webbs Entlassung zu bitten, ab. In London kam es daher zu einem Treffen, bei welchem Hartley Shawcross, der Lord Chancellor William Jowitt, Orme Sargent vom Foreign Office und Eric Machting vom Dominions Office sich darauf einigten, dass sich Alvary Gascoigne, der Leiter der britischen Vertretung in Tokio, an Douglas MacArthur wenden sollte. MacArthur hatte einst Webb zum Vorsitzenden ernannt und sollte nun die Meinungsverschiedenheiten zwischen den Richtern lösen. Lord Wright, Vorsitzender der Kommission der Vereinten Nationen für Kriegsverbrechen, sollte nach Tokio reisen, um Webb dazu zu bringen, das Tribunal anders zu leiten. Gascoigne war angetragen, dass er, nachdem er mit Patrick gesprochen hatte, in seinem Gespräch mit MacArthur besonders betonen sollte, dass die Gefahr bestehe, dass das Urteil in Tokio die Resultate von Nürnberg für nichtig erklären würde und die Richter die Charter und ihre Aussage, dass das Führen eines Angriffskrieges ein Verbrechen nach internationalem Recht sei, akzeptieren sollten. Ebenso sollte er Lord Wright als möglichen Vermittler zwischen den Richtern anpreisen. Diese Anweisungen aus Tokio hielt Patrick für schlechte Versuche, ein bestmögliches Ergebnis zu erreichen. Da MacArthur als militärische Autorität das Urteil absegnen müsste, würde ein Versuch, über ihn das Urteil zu beeinflussen, die Verhandlungen und Verfahren ebenso beeinflussen, was er nicht für sinnvoll hielt. Nach der Einschätzung Patricks würde der Besuch von Wright nur von den Richtern abgelehnt und als Versuch gesehen werden, das Urteil zu beeinflussen, und die ohnehin schon schlechte Führung Webbs würde noch mehr untergraben. Patrick hatte eine andere Idee: So schlug er vor, selbst unter seinen Kollegen zu werben, um ein Urteil auf der Basis von Nürnberg zu erreichen. Auf diesen Plan hin ließ Whitehall seine Pläne fallen und überließ es Patrick, eine Mehrheitsmeinung zu formen. Im Juni 1947 vertagte sich das Gericht auf Antrag der schlecht organisierten Verteidigung bis Anfang August, wobei viele Richter nach Hause zurückkehrten, so auch der kranke Northcroft, Patrick konnte so nicht mit seiner Kampagne beginnen.
In Neuseeland sprach Northcroft, nachdem er bereits mit beiden korrespondiert hatte, mit dem Chief Justice von Neuseeland und dem damaligen Premierminister, Peter Fraser, über Webb. Fraser äußerte den Vorschlag, sich an den stellvertretenden Außenminister Evatt zu wenden, jedoch wurde aus dieser Sache erkennbar nichts. Im August 1947 äußerte Fraser seinen Missmut über Webb auf der Canberra-Konferenz. Im Oktober 1947 berief Australien diesen zurück, offiziell, um bei gewissen Angelegenheiten des australischen High Court zu assistieren. MacArthur war darüber erzürnt und versuchte bei den Australiern dies zu verhindern. Patrick war schockiert, dass der Präsident in der nun so wichtigen Phase des Prozesses für unbestimmte Zeit abwesend sein würde; Webb hätte nach seiner Ansicht eher zurücktreten sollen. Für Patrick war diese Abwesenheit eine „Flucht“ und neben der langen Abwesenheit von Pal aufgrund der Krankheit seiner Frau eine starke Beeinträchtigung der Ehre des Gerichtes.
Die Richter, inklusive Patrick, gingen davon aus, dass Northcroft als erfahrenster Richter geschäftsführend agieren würde, und Patrick erwartete, dass in diesem Fall ein Urteil nach den Nürnberger Grundsätzen sehr wahrscheinlich gewesen wäre. Jedoch entschied MacArthur, ohne Rücksprache mit Patrick, diesen zum Ersatz für Webb zu ernennen. Am 7. November 1947 wurde eine entsprechende Verlautbarung veröffentlicht. Am Nachmittag desselben Tages rief der Generalmajor Paul Mueller Patrick an und bat, dass dieser die Position annehme. Patrick lehnte dies jedoch ab. Als eine Begründung nannte er, dass er aufgrund seines schlechten Gesundheitszustandes der Aufgabe nicht gerecht werden würde. Mueller vertrat jedoch die Position, dass es sich bei MacArthurs Entscheidung nicht um eine Bitte, sondern um einen Befehl handeln würde und dass MacArthur die Kompetenz zu dieser Entscheidung hätte. Er bat daher Patrick, MacArthur zu treffen und es mit ihm zu diskutieren. Das lehnte Patrick ab und erklärte dazu, dass er frei sei, die Bitte MacArthurs abzulehnen, wie er es möchte.
Der britische Repräsentant in Tokio Gascoigne gestand in seiner Einschätzung zwar ein, dass Patrick angeschlagen war, aber bedauerte die Entscheidung des schottischen Richters. Für Gascoigne hätte die Ernennung dem Prestige des Vereinigten Königreichs in Japan gutgetan. In einem persönlichen Gespräch zwischen den beiden Briten ein paar Tage später begründete Patrick seine Entscheidung auch damit, dass nicht von ihm erwartet werden könne, ein Urteil vorzubereiten, aufgebaut auf den Prinzipien von Nürnberg, nur um es von Webb zerstören zu lassen, sobald dieser wieder zurückkehre. Auf die Nachricht, dass Patrick das Amt abgelehnt hatte, reagierte das Büro von Shawcross negativ, Patrick sei zwar in einer schwierigen Situation, aber er hätte Gascoigne vorher konsultieren sollen.
Gascoigne traf sich daraufhin mit MacArthur. Der Kommandeur der alliierten Streitkräfte in Japan sagte, er sei verblüfft über die Entscheidung. Patrick hätte eher den Tod im Gerichtssaal riskieren sollen, als die Ernennung abzulehnen. Diese wäre laut MacArthur gut für das Vereinigte Königreich gewesen im Lichte der damaligen Herausforderungen, vor denen der Staat stand. Diese Kommentare wurden im Außenministerium als bevormundend angesehen und die Vorgehensweise MacArthurs, zuerst eine Ankündigung an die Presse zu geben und dann mit Patrick zu reden, verurteilt. MacArthur sagte zu Gascoigne, dass er zwar gedrängt worden war, Northcroft zu ernennen, dies aber aufgrund des geringeren Status des Gerichtes, von dem Northcroft kam, und des Umstands, dass Neuseeland keine Weltmacht sei, nicht getan habe. Im Anschluss an Patricks standfeste Ablehnung ernannte er Myron C. Cramer, den amerikanischen Richter, der Higgins ersetzt hatte, wobei Cramer zwar aufgrund geringer Erfahrung und Wissens über Rechtsprechung kein idealer Kandidat wäre; allerdings ging MacArthur davon aus, dass er es schon schaffe.

Diese geschäftsführende Amtsführung Cramers dauerte jedoch nicht lange, da auf Drängen MacArthurs Webb bereits im Dezember 1947 zurückkehrte. Im Januar 1947 beendete die Anklage ihre Beweisführung und im April 1948 endete der Prozess. Es war zu diesem Zeitpunkt für die drei Richter Patrick, Northcroft und McDougall unwahrscheinlich, dass Webb ein angemessenes Urteil schreiben würde, und daher entschieden sie, nachdem sie bereits früher gemeinsam gearbeitet hatten, um eine mögliche Entscheidung für die Ablehnung der Anträge der Verteidigung zu erreichen, ein gemeinsames Urteil für den gesamten Prozess zu schreiben. Northcroft merkte an, dass der Prozess eine Menge an Themen behandelt habe, Massen an Beweisen produziert habe und daher die Aufgabe eines Urteils keineswegs schnell abgeschlossen sein werde. Zu einem frühen  Zeitpunkt schlossen sich der philippinische Richter Jaranilla und der amerikanische Richter Cramer der Gruppe an. Diese arbeitete in der Weise, dass sie die Arbeit aufteilte, die von einem Richter einzeln geschrieben wurden und dann in der Gruppe diskutiert wurden. Diese Gruppe wurde von Cramer geleitet. Wurden die Teile für gut befunden, wurden sie an die anderen Richter weitergeleitet. Northcroft dachte dabei optimistisch, dass die anderen Richter, mit Ausnahme Pals, der ein Dissent schrieb, zustimmen würden. Jedoch bewahrheitete sich dieser Optimismus nicht, da zahlreiche Richter andere Meinungen hatten, und so hörte die Gruppe um Patrick auf, ihre Resultate an die anderen zu senden. Die Diskussionen der Gruppe zogen sich zum Teil sehr in die Länge. Das war aber auch nicht verwunderlich, da die Mitglieder aus unterschiedlichen Rechtssystemen stammten. Ein Beispiel war die Frage, aus welchen Merkmalen das Konzept der Verschwörung zum Angriffskrieg eigentlich bestehen sollte. Für Patrick konnte Verschwörung nach englischem Common Law zwei Dinge bedeuten: Einmal die unausgeführte Verschwörung (unexecuted oder naked conspiracy) oder zum anderen die ausgeführte Verschwörung (executed conspiracy), bei der das Verbrechen auch ausgeführt worden war. Dieser Konzeption standen in der Gruppe Northcroft und die später dazugekommenen Mei Ju-ao, William Webb und Iwan Sarjanow ablehnend gegenüber; Patrick setzte sich jedoch durch und es blieb bei seiner Konzeption im finalen Urteil. Seine Ansichten zur Verschwörung, insbesondere seine Analyse der Unterteilung in executed und naked conspiracy, waren Grundlage für die Verurteilung des militärischen und politischen Führungspersonals.

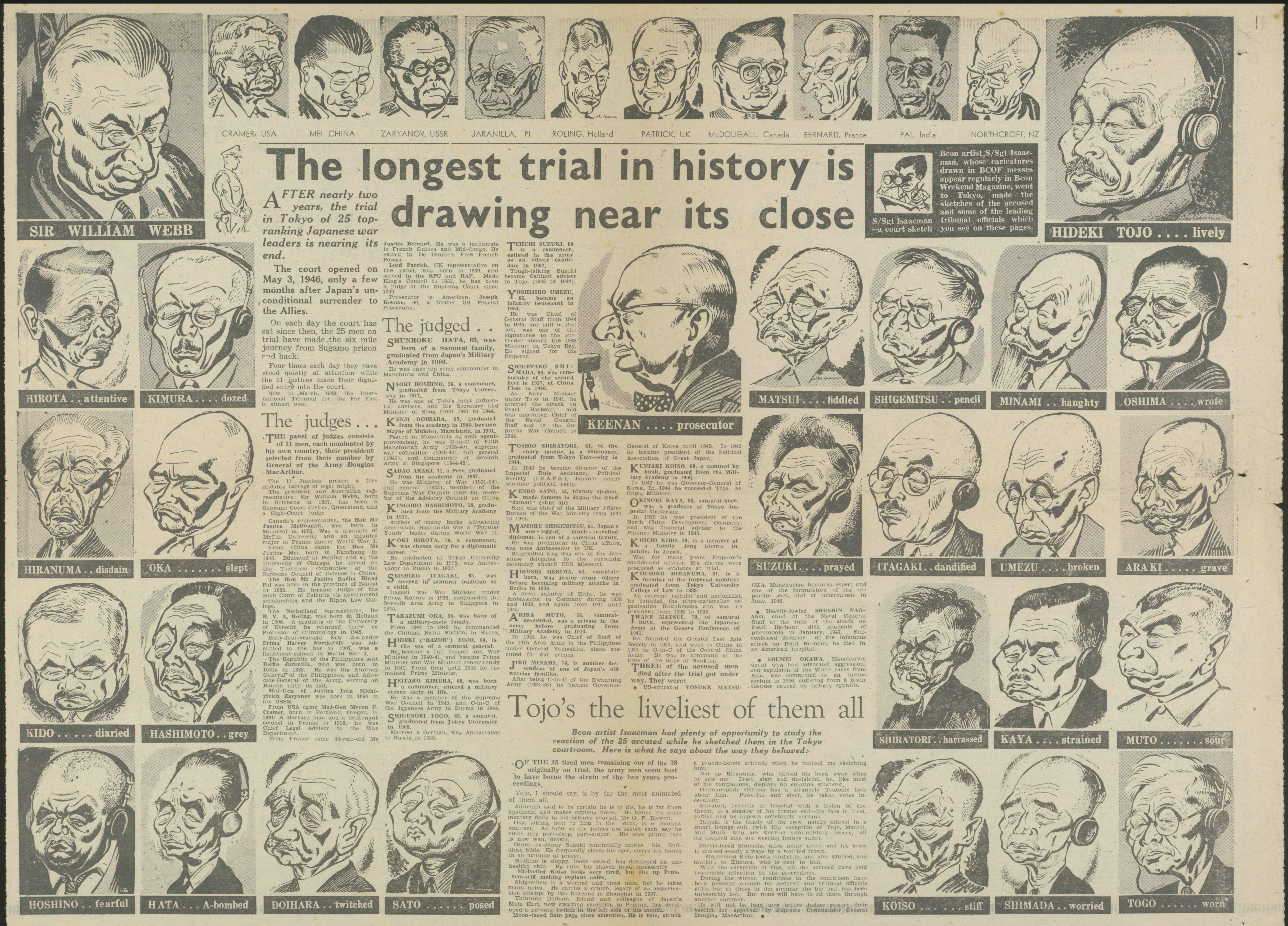
Eine Zeitungsmeldung zum Ende des Prozesses

Ein Teil der Arbeit der Richter wurde auch von ihren Assistenten ausgeführt, der Hauptteil der Aufgabe jedoch von Patrick, McDougall und Northcroft innerhalb von sieben Monaten. Jedoch ist es nicht so, dass die Richter einen großen Stab an Angestellten hatten. Die Richter verließen sich, wie es bis heute im angloamerikanischen Recht von Großbritannien ist, auf die Anwälte, die vor ihnen erschienen, für die Recherche des Rechtes. Jedoch waren die Anwälte, die vor dem Tribunal erschienen, nach Ansicht Patricks keine große Hilfe. In einem Brief an einen Kollegen in Schottland vom 8. Februar 1947 schrieb er, dass er die Kompetenz der Anwälte in Schottland vermissen würde. Von den 100 amerikanischen Anwälten würden seiner Ansicht nach nur drei den Anforderungen der schottischen Gerichte im Parliament House gerecht werden. So sei der britische Ankläger Comyn-Carr in Schottland ein guter KC, in Tokio rage er über alle anderen Anwälte hinaus. Er beklagte, dass zu diesem Zeitpunkt in Tokio bereits 17.000 Seiten mit Beweismaterial gesammelt waren und er mit 25.000 Seiten rechne, während der Nürnberger Prozess in seiner Gesamtheit nur knapp 16.000 Seiten gesammelt hatte, den Richtern in Tokio jedoch keinerlei Unterstützung durch gute Anwälte zur Verfügung stünde, die helfen würden, die losen Enden zusammenzuknüpfen.
Der aus der Arbeit der Richter entstandene Entwurf wurde stark vom französischen Richter Henri Bernard kritisiert, da er nicht akkurat genug mit der Faktenlage umgehe und auch die Interpretation der Fakten nicht akkurat genug sei. Der Entwurf wurde jedoch später Teil des endgültigen Urteils des Gerichtes. Der Vorschlag war am Ende die Arbeit der Richter von Australien, Neuseeland, dem Vereinigten Königreich, Kanada, China, der Philippinen und der Vereinigten Staaten. Die Hauptbegründung basierte auf den Argumentationen von Nürnberg, und aufgrund der Charta wurden die Anträge der Verteidigung nun auch mit Begründung abgewiesen, denn es wurde bekräftigt, dass die Charta internationalem Recht folge, insbesondere dem Punkt des Kellog-Briand-Paktes von 1928 als einem Bezugspunkt. Webb und Jaranilla erließen concurring opinions, Roling, der niederländische Richter, eine teilweise dissenting opinion und Bernard und Pal erließen dissents. Jedoch wurde nur die Mehrheitsmeinung vor Gericht vorgelesen. Im Dezember 1948 wurden die Strafen ausgeführt.

### Nach dem Urteil
Mit dem Urteil hatte die Kampagne von Patrick Erfolg und das Tokioter Urteil folgte den Grundsätzen, die in Nürnberg beschrieben waren. Jedoch ging dieser Erfolg für Patrick einher mit einer Schwächung seiner Gesundheit. Im März 1948 wurde er mit Thrombose und Kreislaufschwierigkeiten ins Hospital eingewiesen, wo er sechs Monate verblieb. Seine Ärzte empfahlen ihm die Rückkehr nach Großbritannien, wo das Klima besser sei. Sein Vorgesetzter im Court of Sessions setzte sich beim Lord Chancellor dafür ein, es zu arrangieren, dass Patrick auf dem Truppenschiff Lancashire, das britische Truppen und medizinisches Personal aus Japan nach Großbritannien bringen sollte, reisen möge. Die Erlaubnis für den Zivilisten Patrick wurde vom Kriegsminister Emanuel Shinwell eingeholt, und am 19. November 1948 verließ er Japan.
Während das Urteil in Nürnberg in der Öffentlichkeit ein Gefühl der Gerechtigkeit erzeugt hatte, reagierte die Öffentlichkeit kaum auf das Ergebnis in Tokio. Die britischen Zeitungen erwähnten mit Ausnahme eines Artikels in The Times das Urteil nicht und die britische Öffentlichkeit interessierte sich kaum für das Urteil. Eine Begründung hierfür mag sein, dass die Alliierten auseinandergebrochen waren und der Kalte Krieg sich in Europa abzuzeichnen begann und Konflikte, wie der israelische Unabhängigkeitskrieg, im Nahen Osten ausbrachen. Im Jahr 1949 erhielt Patrick einen Ehrendoktortitel der Universität von Glasgow.
Nach seiner Rückkehr nach Schottland verbrachte Patrick ein Jahr in einer Pflegeanstalt. Nach Bericht seines Kollegen und Freundes Lord Kilbrandon habe das Tribunal seinen Freund fast getötet. Während seiner Zeit in der Pflege wurde er 1949 zum Mitglied des Privy Council ernannt. Diese Ernennung war eine Auszeichnung für seine Arbeit in Tokio. Sie war jedoch äußerst ungewöhnlich für einen Richter, da er nicht wie üblich diese Ernennung durch das Crown Office erhielt. Im Jahr 1950 wurde er am 6. März gewählt zum Mitglied der Royal Society of Edinburgh. Vorgeschlagen hatten ihn Robert Muir, Ernest Wedderburn, Lord Cooper, William Wright Smith und Douglas Guthrie. Im Anschluss an seine Zeit in der Pflegeanstalt war es ihm möglich, zu seinen Pflichten als Richter zurückkehren. Er wechselte dabei von der Abteilung Outer House, der erstinstanzlichen Instanz im Court of Session, zur Second Division, der Rechtsmittelinstanz innerhalb des Gerichtes. Nach diesem Wechsel war er Vorsitzender der Instanz des Lands Valuation Appeal Court. Er arbeitete dort bis zu seinem Ruhestand im Frühjahr 1964, womit er knapp 25 Jahren auf der Richterbank verbracht hatte. Seinen Ruhestand verbrachte er im schottischen Land, wobei seine Gesundheit weiter nachließ. Lt. John Cameron verbrachte er seine Zeit nur noch draußen mit Gartenarbeit, während er früher zu Schießeisen und Pistolen gegriffen hatte.
Im Jahr 1967 starb Patrick am 17. Februar im Alter von 77 Jahren in Edinburgh. Lord Patrick blieb Zeit seines Lebens unverheiratet und hatte keine Kinder.

## Rezeption
Patrick wurde als eines der wichtigsten Mitglieder des Tribunals in Tokio bezeichnet, doch in seiner eigenen Präsentation hob er dies nicht hervor. Er verachtete seine Kollegen in Tokio, die ihren Eintrag im Who’s Who ausweiteten. Sein Beitrag in diesem Werk hingegen erwähnt das Tokioter Tribunal mit keinem Wort. Auch seine Nachrufe in The Times, dem Glasgow Herald und dem Royal Society of Edinburgh Year Book erwähnen das Tribunal nicht oder nur kurz. Dies sei nach der Einschätzung in der Literatur auf den Wunsch Patricks zurückzuführen, nach all den Strapazen des Verfahrens, es hinter sich zu lassen.
Die veränderte politische Lage, nicht nur international, sondern auch im Vereinigten Königreich, führte nach Ansicht Ann Trotters’ dazu, dass sowohl die Arbeit Patricks, als auch das Tribunal für lange Zeit vergessen blieben. Erst mit der Errichtung des Internationalen Strafgerichtshofes in Den Haag 2002 begann eine Beschäftigung mit den Tokioter Prozessen und den Richtern.
Der amerikanische Journalist Arnold Brackman charakterisierte Patrick als eine unnahbare, distanzierte Persönlichkeit, die in den Roben wie ein Richter aussah und agierte. Weiter beschrieb er, dass sich zwar alle Richter ein wenig distanzierten, Patrick jedoch außergewöhnlich stark. Unter seinen Kollegen wurde er als bescheiden, schlicht und Outdoor-Freund bezeichnet. In Schottland lebte er ein ruhiges Leben und verbrachte viel Zeit draußen, insbesondere am Crook Inn in Tweedsmuir an der schottischen Grenze, wo er Gartenarbeit betrieb. Das führte so weit, dass eine Zeugin im Gerichtssaal in Edinburgh vor Verwunderung ausgerufen haben soll: „Das ist ja der Gärtner vom Crook Inn.“ Nach der Einschätzung seines Kollegen Lord Cameron habe Patrick neben einem tiefen Wissen über Recht einen ruhigen Verstand und Humor gehabt, Sorgfalt und Klarheit gezeigt.
Sein Freund Lord Kilbrandon schrieb nach seinem Tod über ihn, dass keine Arbeit seinem Geist weniger ebenbürtig hätte sein können als die in Tokio.

## Darstellung in Medien
In der Serie Die Tokioter Prozesse wurde er vom Engländer Paul Freeman gespielt. Die Serie zeigt insbesondere die Diskussionen der Richter untereinander.
Ebenso ist Lord Patrick in den aus Archivmaterial erstellten Dokumentationen Death by hanging! – Der Kriegsverbrecherprozess von Tokio und der prämierten Tôkyô saiban zu sehen.